# Gudrun Wegner
Gudrun Wegner (* 28. Februar 1955 in Görlitz; † 16. Januar 2005 in Dresden) war eine deutsche Schwimmerin, die für den SC Einheit Dresden und die DDR startete.

## Werdegang
Ihre stärksten Strecken waren die lange Schwimmdistanzen, wie 400 Meter, bzw. 800 Meter Freistil und 400 Meter Lagen.
Bei den Olympischen Sommerspielen 1972 in München konnte sie über 400 Meter Freistil die Bronzemedaille gewinnen. Bei den ersten Schwimmweltmeisterschaften 1973 in Belgrad wurde sie mit neuer Weltrekordzeit von 4:57,51 min Weltmeisterin über 400 Meter Lagen und konnte zudem die Bronzemedaille über 800 Meter Freistil gewinnen.
1974 wurde sie bei den Schwimmeuropameisterschaften in Wien Vizeeuropameisterin über 400 Meter Lagen und Bronzemedaillengewinnerin über 800 Meter Freistil. Im selben Jahr wurde sie mit dem Vaterländischen Verdienstorden in Bronze ausgezeichnet.
Sie erlag am 16. Januar 2005 in Dresden einem Krebsleiden.